# Berggarten

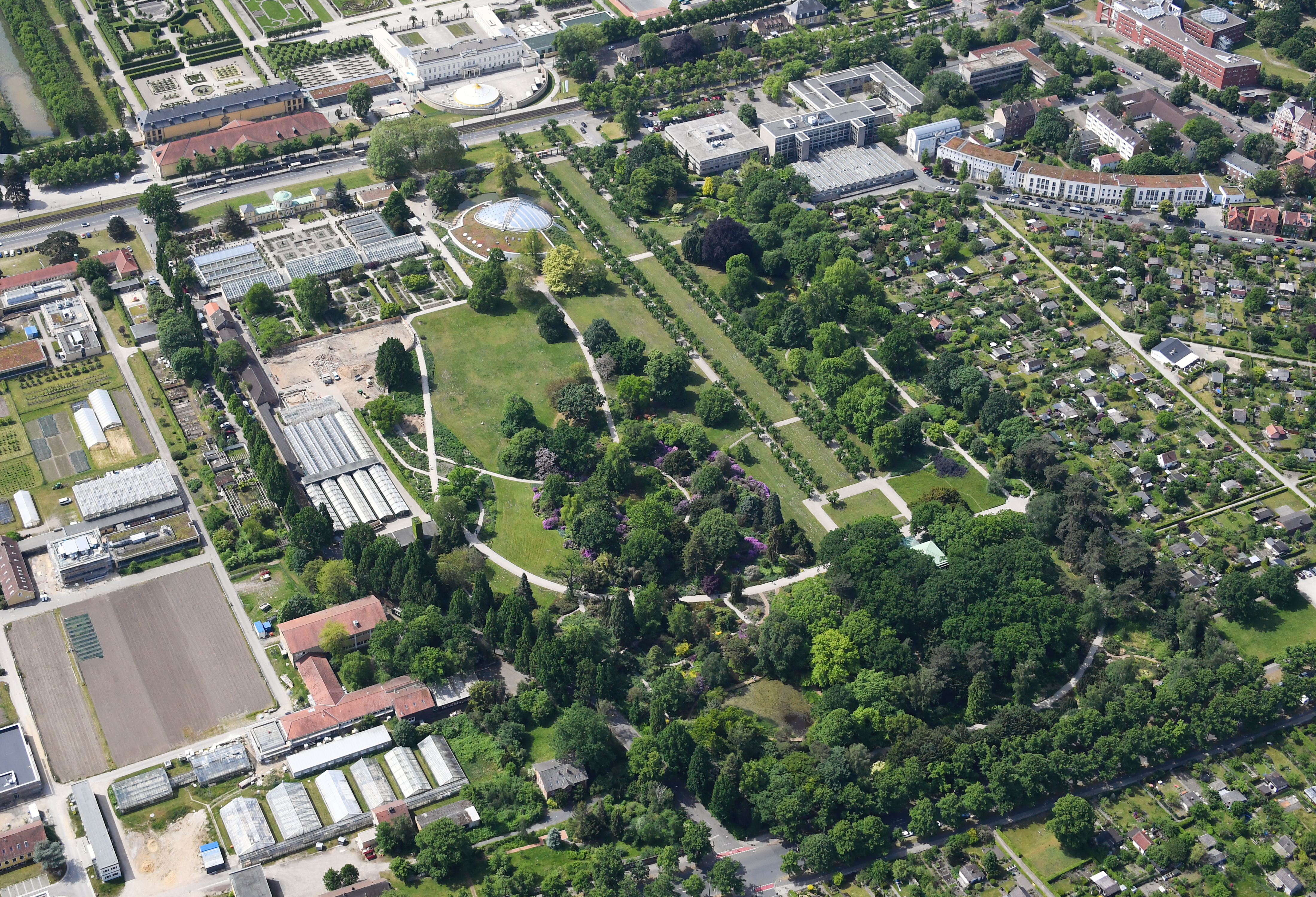
Der Berggarten von Nordosten aus der Luft gesehen

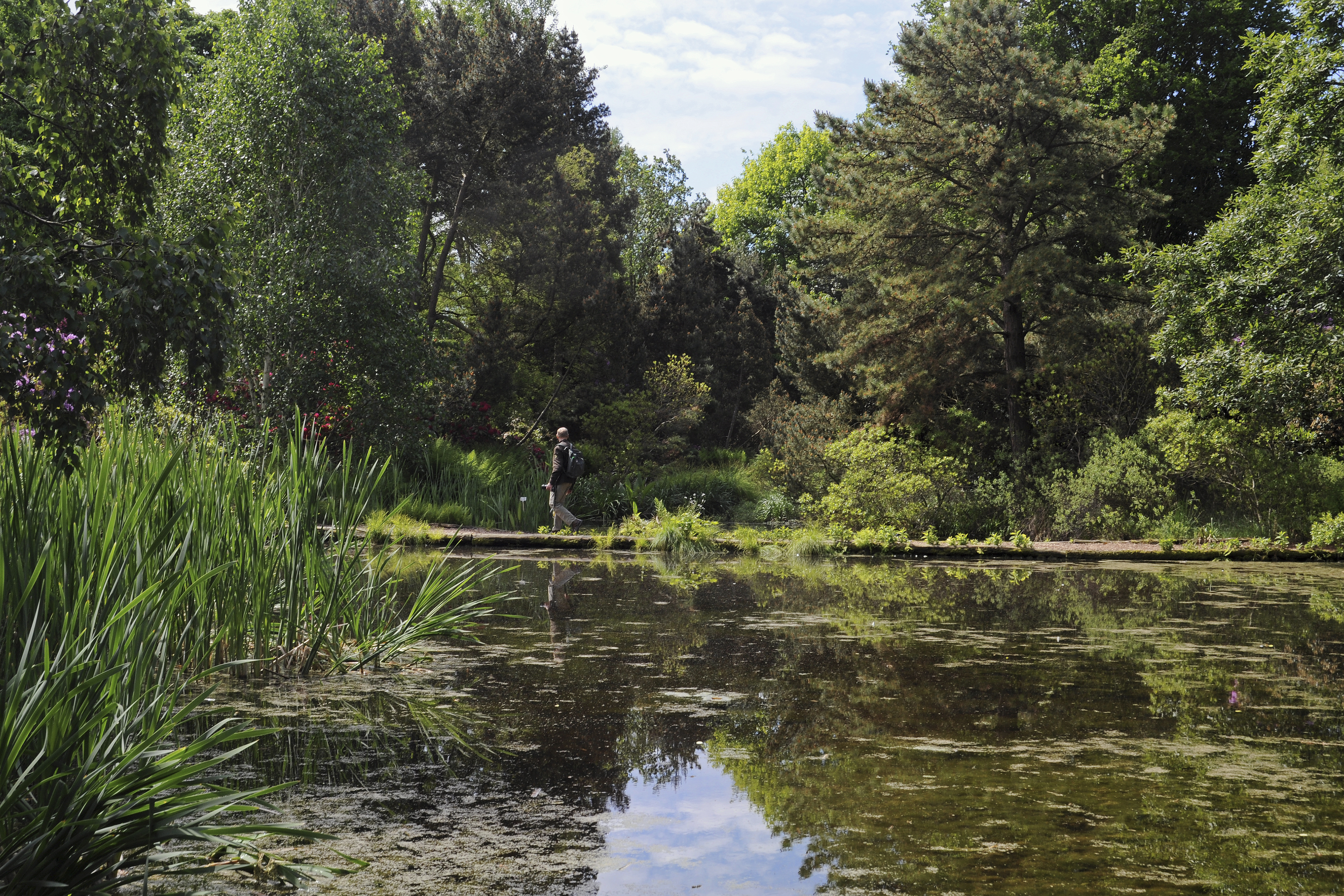
Moorweiher im Berggarten

Der Berggarten im hannoverschen Stadtteil Herrenhausen entstand auf dem niedrigen Hang einer Eiszeit-Sanddüne und entwickelte sich von einem Gemüse- und Anzuchtgarten zu einem botanischen Garten. Das hier im Jahr 2000 entstandene Regenwaldhaus wurde 2006 in ein Aquarium umgebaut. Zusammen mit dem Großen Garten, dem Georgengarten und dem Welfengarten gehört er zu den Herrenhäuser Gärten.

## Geschichte

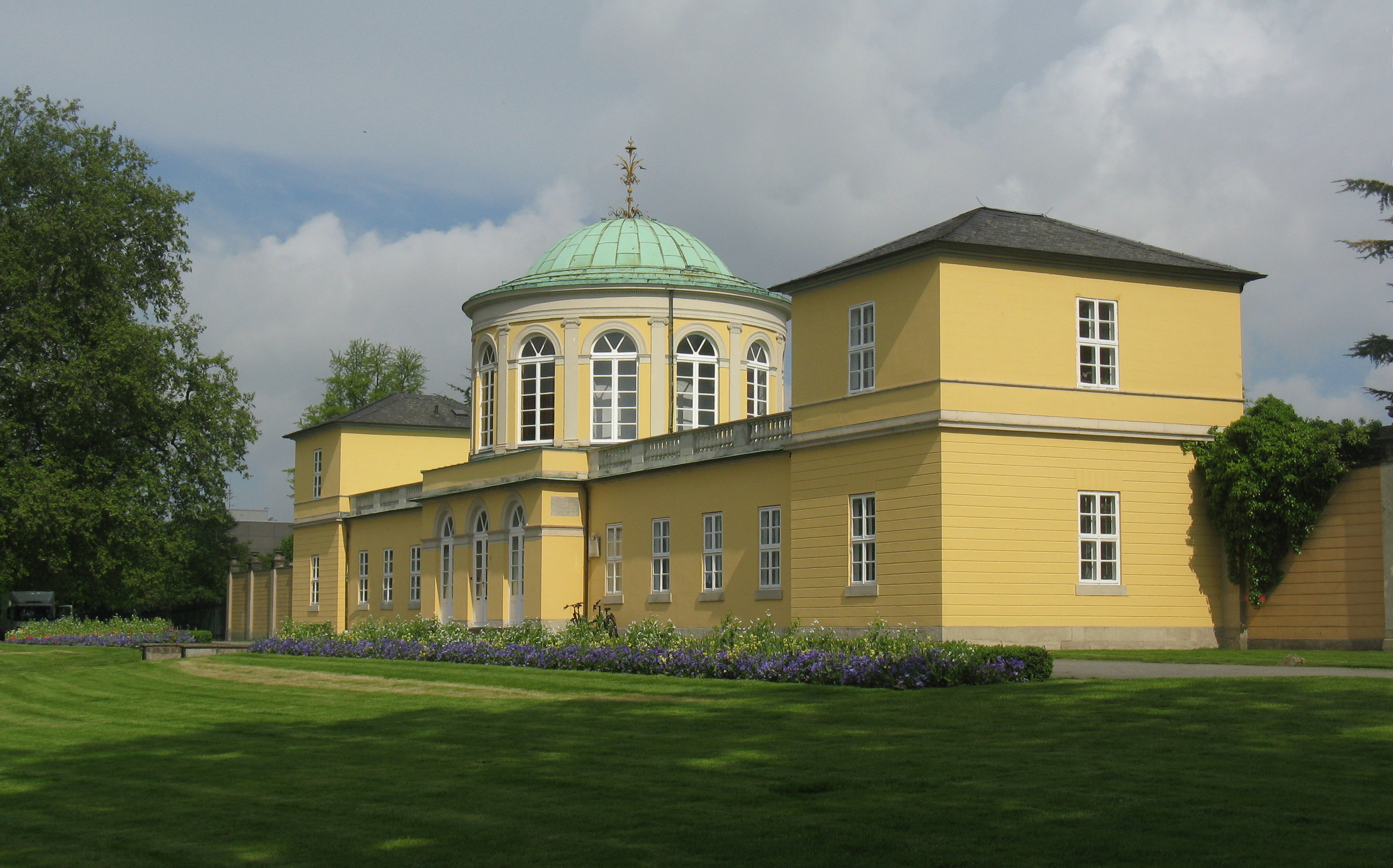
Bibliothekspavillon am Berggarten

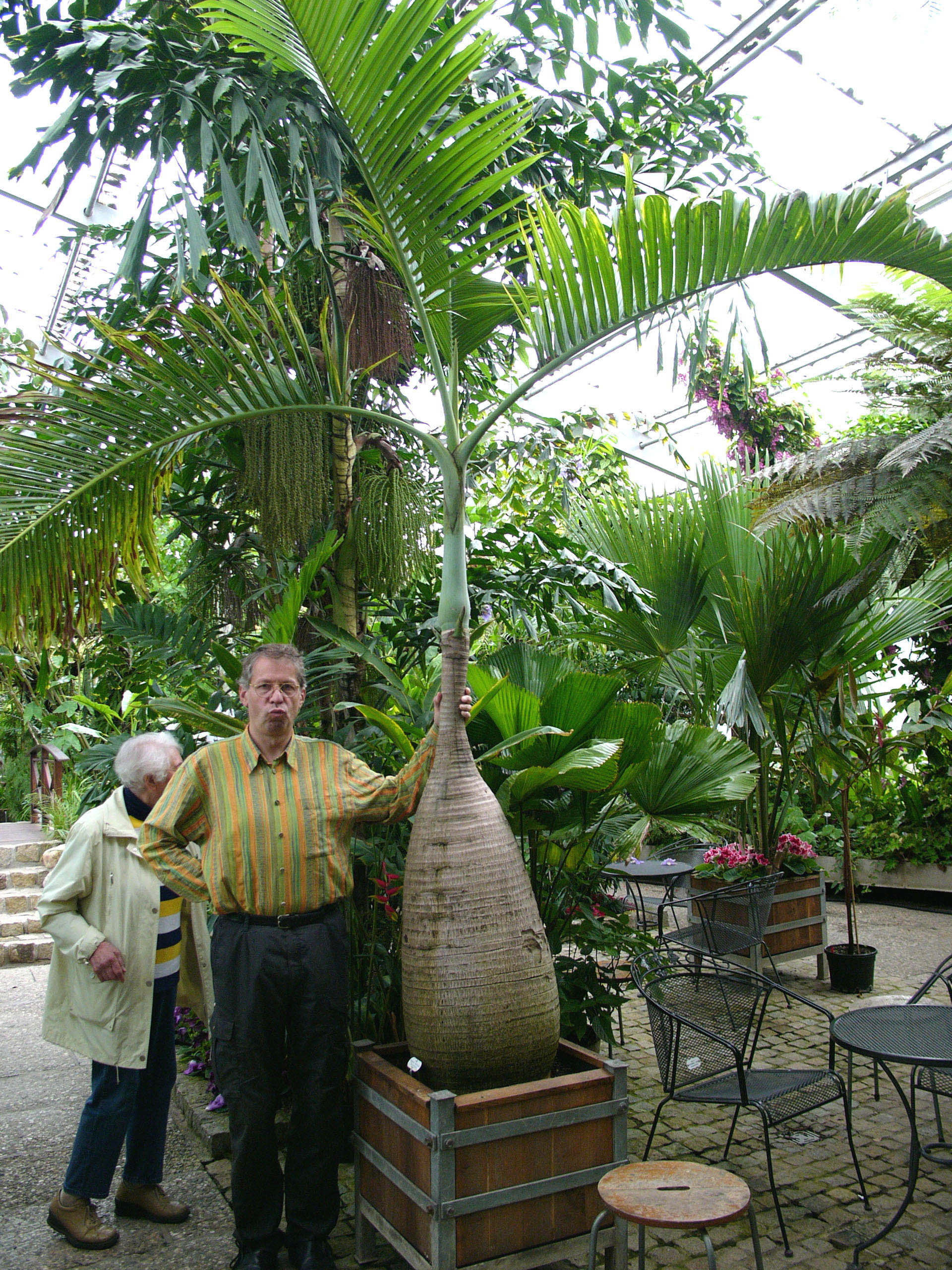
Flaschenpalme im Schauhaus

Der Berggarten liegt nördlich des Großen Gartens auf der anderen Seite der Herrenhäuser Straße. Er ist einer der ältesten botanischen Gärten in Deutschland.
Der Garten wurde 1666 von Herzog Johann Friedrich als Küchengarten für den Gemüseanbau angelegt. Als Standort diente ein abgetragener Sandberg nördlich des Herrenhäuser Schlosses.
Kurfürstin Sophie wandelte den Berggarten in einen Garten für exotische Gewächse um, wofür 1686 ein Gewächshaus entstand. Neben der Zucht exotischer Gewächse diente der Garten als Experimentierfeld für die Anzucht südländischer Pflanzen. Dieses Experiment scheiterte zwar bei der Reiszucht, gelang aber mit der Zucht von Tabak und Maulbeerbäumen. So wurden ab 1706 die Seidenraupen der Königlichen Seidenraupenmanufaktur in Hameln mit Herrenhäuser Maulbeerbaumblättern ernährt. Langfristig lohnte sich diese Zucht jedoch nicht.
1726/1727 schuf der Gartenkünstler Ernst August Charbonnier die Allee, die heute als Zufahrt von der Herrenhäuser Straße zum Welfenmausoleum führt und Eigentum des Welfenhauses ist.
1750 übernahm der Küchengarten in Linden die Versorgung des Hofes mit Obst und Gemüse allein. Der Berggarten ist seitdem ausschließlich ein botanischer Garten.
Zwischen 1817 und 1820 erbaute Georg Ludwig Friedrich Laves ein Gartenmeisterwohnhaus, in das 1952 die Gartenbibliothek einzog und das so zum Bibliothekspavillon wurde. 1849 wurde das von Laves erbaute Palmenhaus eröffnet, das fünf Jahre später die wertvollste und umfangreichste Palmensammlung Europas beherbergte.
Von 1842 bis 1847 dauerten die Arbeiten nach Plänen von Laves am Welfenmausoleum. Hier fanden zunächst König Ernst August und seine Frau Königin Friederike ihre letzte Ruhestätte. Zwischenzeitlich (1845 bis 1846) war der Berggarten durch Mauern und Zäune eingefriedet worden.
1880 wurde von Richard Auhagen als Ersatz für das bisherige Gewächshaus das Große Palmenhaus errichtet. Es war ein etwa 30 Meter hohes, palastförmiges Gewächshaus aus Stahl und Glas mit Galerien und Wasserfontänen.
Nach der Zerstörung der Gewächshäuser bei einem Luftangriff während des Zweiten Weltkriegs im Jahr 1944 begann nach und nach die Wiederherstellung des Berggartens. In den 1950er Jahren wurde das Palmenhaus abgerissen. 1958 wurde im Schmuckhof des Berggartens zwischen Orchideenschauhäusern und Bibliothekspavillon die Sonnenuhr montiert, die zuvor in der Nähe des Palmenhauses gestanden hatte. Sie war 1719 von John Rowley konstruiert worden, einem Londoner Instrumentenbauer, der, wie die Gravur am oberen Rand der Sonnenuhr vermerkt, „Mechanikermeister des Königs von Großbritannien“ war. Der in Hannover geborene Kurfürst Georg Ludwig war fünf Jahre zuvor zum englischen König Georg I. gekrönt worden. Die Sonnenuhr hat eine Genauigkeit von ½ Minute und gilt damit „als die genauste Sonnenuhr Europas“. Im Dezember 1983 war sie durch Diebe entwendet, nach einer spektakulären Rettungsaktion und einer Lösegeldzahlung aber zurückgebracht worden. Der Feinmechanikermeister Erich Pollähne fertigte 1985 einen präzisen Nachbau an, der heute im Berggarten besichtigt werden kann.
2013 verhinderte das Auffinden des Juchtenkäfers das Fällen vieler morscher Linden der Allee im Berggarten.

## Schauhäuser und Themengärten
In den Schauhäusern und Themengärten des Berggartens sind gegenwärtig 12.000 verschiedene Pflanzenarten aus verschiedenen Klimazonen zu finden, darunter die größte Orchideensammlung Europas. Ein größerer Bereich im Norden des Geländes widmet sich Heide und Mooren und den darin wachsenden Pflanzen.
Das 40 Jahre alte Kanarenhaus ist abgerissen worden und wird durch ein neues dreiteiliges Schauhaus ersetzt, in dem sich „Gehölze und hochaufragende Blütenstände“ der Kanarischen Inseln und des Mittelmeerraumes besser entwickeln können als bisher. Ein Gebäudeteil soll in einem Warmwasserbecken die tropische Riesenseerose beherbergen und exotischen Schmetterlingen Raum bieten. Der Baubeginn war 2022, die Fertigstellung ist für 2024 geplant.

## Aquarium im Regenwaldhaus

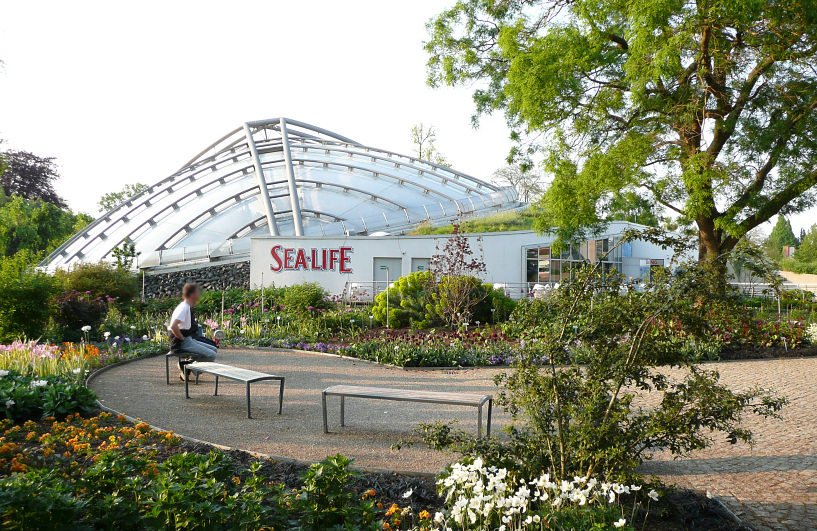
Eingang zum Sealife Center im Berggarten

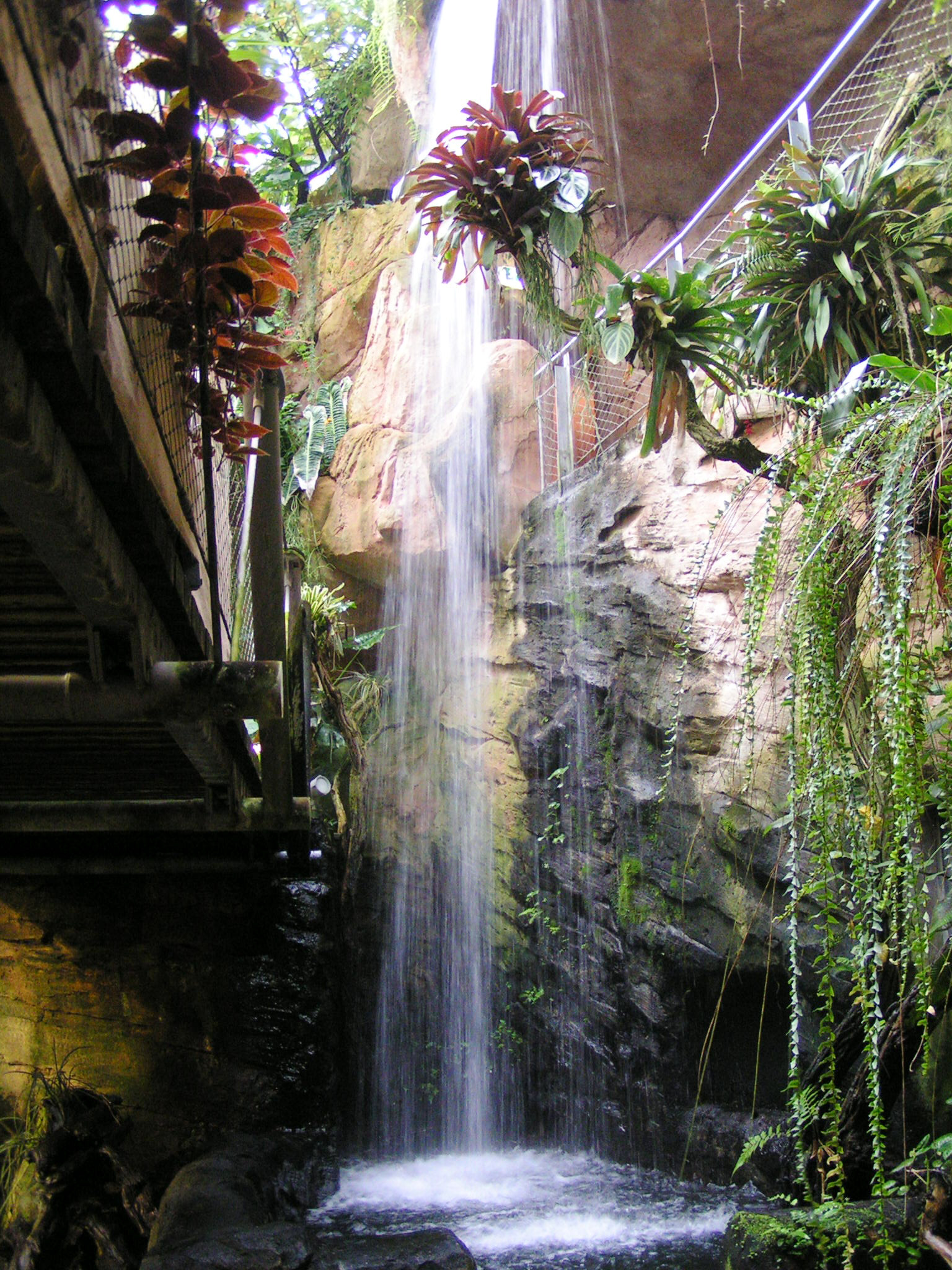
Wasserfall im Regenwaldhaus

An der Stelle des in den 1950er Jahren abgerissenen Palmenhauses entstand zur Expo 2000 das Regenwaldhaus. Es beherbergte eine künstliche Tropenlandschaft, in der auch Schmetterlinge, Frösche und kleinere Vogelarten aus tropischen Regionen lebten. Wegen zu hoher Kosten wurde das Regenwaldhaus 2006 geschlossen.
Das Haus wurde darauf in ein Sealife-Aquarium umgebaut, wobei der Regenwald erhalten geblieben ist. Es ist das erste fast vollständig tropische Sealife-Center. Das Tiefseebecken fasst 300.000 Liter Wasser. Ein großes Ozeanbecken mit Haien und Schildkröten ist vier Meter tief und für die Besucher durch einen acht Meter langen Acrylglastunnel zu beobachten.

## Bäume
Hier befinden sich neben anderen Bäumen auch eine großflächig gewachsene und eine jüngere Süntelbuche, die aus dem benachbarten Gebirgszug  Süntel stammen. 

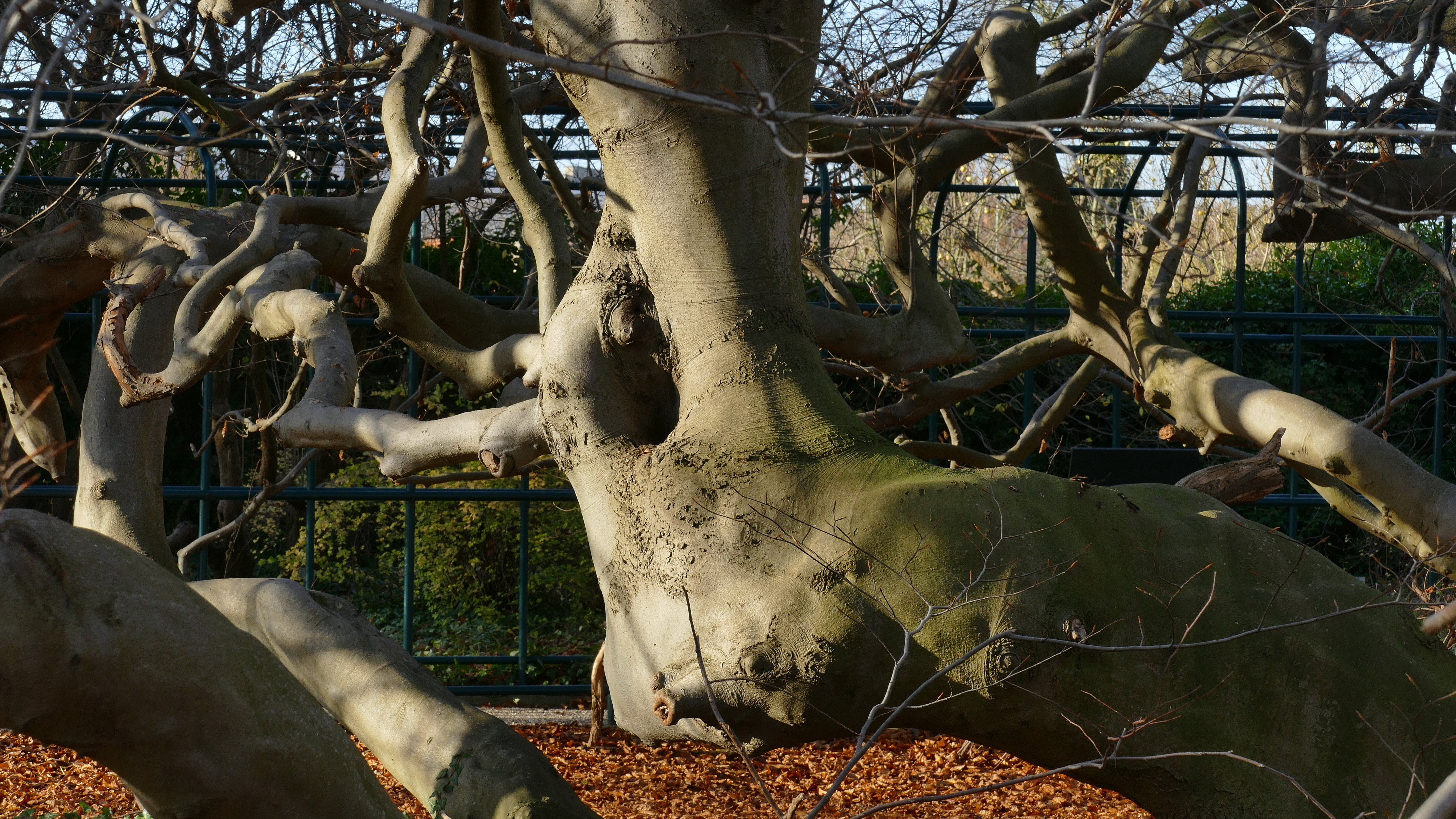
Diese Süntelbuche (Fagus sylvatica 'Tortuosa') im Berggarten Hannover wurde 1880 gepflanzt
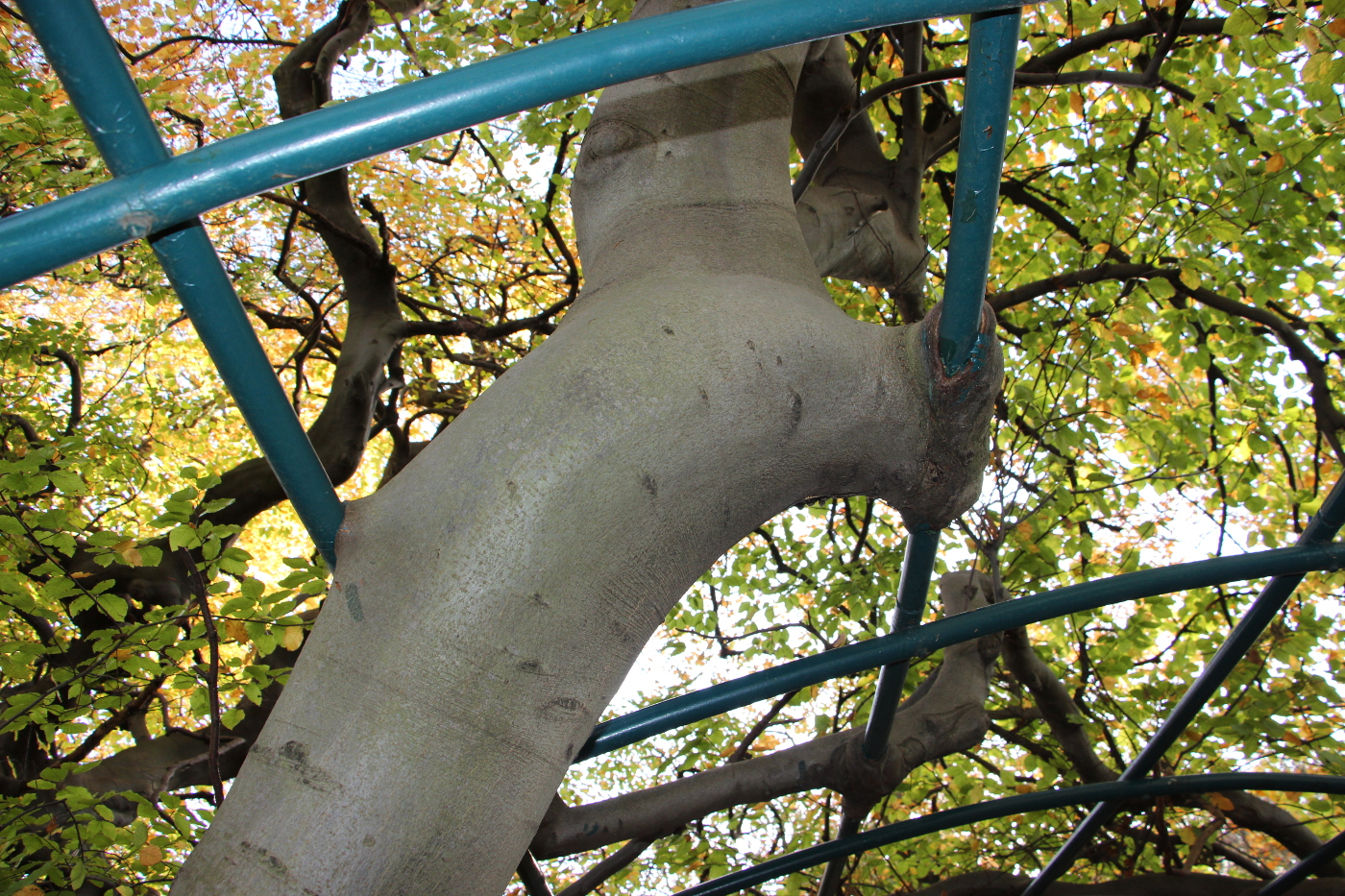
Süntelbuche mit Umwachsungen des Durchgangs
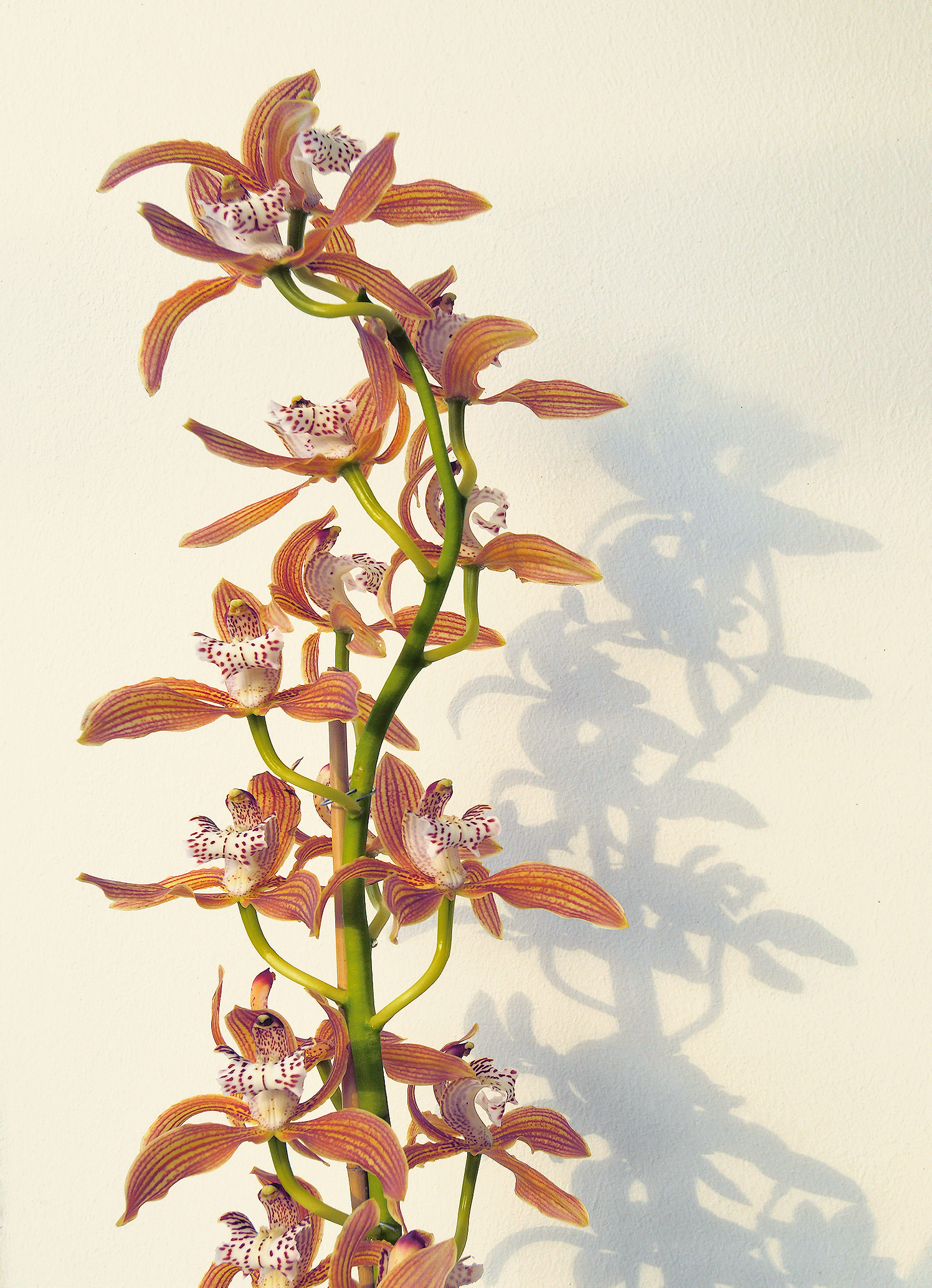
Diese Orchidee ist eine Hybride von Cymbidium insigne und Cymbidium tracyanum mit Namen Cymbidium ‚Doris‘ aus dem Berggarten